# Deborah Group
Deborah Group è un'azienda industriale italiana specializzata nei prodotti cosmetici e di bellezza.

## Storia
Deborah Group nasce a Parigi come Bonetti Freres nel 1903 per opera dei fratelli Bonetti, Giovanni Battista e Cornelio, ultima generazione di una famiglia di chimici e ingegneri (il trisnonno era stato allievo di Alessandro Volta) imparentata con un ramo materno dei Bonzanigo. Benessere e salute sono i due cardini di indirizzo e riferimento dell'attività d'impresa. Così i primi prodotti sono soprattutto sostanze farmaceutiche quali l’Arsichinina e la Iodalia, ma il successo dell'impresa è dato dalla Diadermina, un prodotto nato come eccipiente farmaceutico e diventato una crema cosmetica semplice, solubile in acqua, adatta alle esigenze sia dei bambini che degli adulti. Nella farmacopea francese il prodotto figurava come Diadérmine de Bonetti; in Italia ha avuto una diffusione così vasta da portare l'impresa a identificarsi nel marchio.
Sostenuto da una rete distributiva ramificata, il marchio ha conosciuto una forte affermazione anche nell'Italia del boom economico, traendo vantaggio dall'espansione dei consumi che l'ha caratterizzata.
L'azienda decide di interpretare i mutamenti che negli anni '60 investivano il costume e il ruolo della donna nella società. L'impresa avvia così la linea di prodotti Deborah Milano per il maquillage, cosmetici efficaci e a un costo contenuto, in grado di sottolineare la femminilità di donne che perseguivano l'obiettivo di inserirsi a pieno titolo come componente essenziale della vita sociale.
I nuovi prodotti, riconoscibili sotto il nuovo marchio, poterono giovarsi della capillare rete distributiva realizzata per Diadermina.
I due marchi – le due “D” affiancate che hanno espresso nel logo dell'impresa il dualismo tra bellezza e benessere - hanno proceduto poi parallelamente per un decennio, sino all'esaurimento del percorso di Diadermina.
Dal 1970 Deborah Group si avvale del lavoro creativo di Gianni Versace, di Krizia o di Enrica Massei. Oggi Deborah si propone sul mercato come gruppo leader in Italia nella produzione cosmetica e di prodotti per la bellezza.
Nell'ottobre 2016 viene nominato nuovo amministratore delegato Antonio Vanoli, ex Ferrero e Parmalat.
Nel dicembre 2018 Deborah Group è acquisito da Sodalis Group, controllato da Fabio e Riccardo Granata e leader nel settore beauty, personal e home care.

## Marchi
I marchi del gruppo Deborah sono:
- DEBORAH MILANO
- DEBORAH BIOETYC
- DEBORAH NAILSPACE
- DERMOLAB
- BIOETYC UOMO
- HYDRACOLOR
- DEBBY
- ROUGE BAISER
- HITECH COSMETICS
- BIOPOINT
- MAX FACTOR (in distribuzione)
- MISS HELEN (in licenza)

## Design
Deborah dal 2000 collabora con architetti e designer, in particolare Stefano Giovannoni e Mario Trimarchi, per la creazione dei suoi packaging.
Dal 2008 Deborah Milano è presente durante la Design Week di Milano con progetti propri, realizzati con architetti di fama internazionale: OUT OF SCALE nel 2008, ANEMONI nel 2009 in Via Tortona, ALFABETI nel 2010 e SUSPENDED COLORS nel 2011 alla Statale di Milano.

## Miss Italia
"Miss Deborah Milano” è un titolo che viene attribuito a una partecipante del concorso di bellezza Miss Italia.